# Kanton Valgorge
Kanton Valgorge (fr. Canton de Valgorge) je francouzský kanton v departementu Ardèche v regionu Rhône-Alpes. Skládá se ze sedmi obcí.

## Obce kantonu
- Beaumont
- Dompnac
- Laboule
- Loubaresse
- Montselgues
- Saint-Mélany
- Valgorge